# تشارلي ماكديرموت
تشارلز جوزيف ماكديرموت (بالإنجليزية: Charles Joseph McDermott)‏ المعروف بـ (تشارلي ماكديرموت) (ولد في 6 أبريل 1990، غرب مقاطعة تشيستر، بنسيلفانيا، الولايات المتحدة الأمريكية) ، ممثل ومنتج أفلام أمريكي.
عُرف بتأديته لدور «أكسل ريدفورد هيك» في المسلسل الحائز على جائزة أفضل كوميديا من سلسلة جوائز إيمي مسلسل ذا ميدل التي بنيت على شبكة التلفزيونية ABC. وقد تم ترشيح تشارلز لجائزة الروح المستقلة وجائزة الفنان الصغير.

## نشأته والتعليم
ولد تشارلي ماكديرموت في غرب مقاطعة تشيستر ببنسيلفانيا  -انتقل بعد ذلك إلى لوس أنجلوس. وتخرج من ثانوية ساليسيانوم في ويلمنتجون، ديلاوير.

## مشواره الفني

### بداية عمله
في عام 2003، انتقلت عائلته إلى لوس أنجلوس وبعد ذلك بعام واحد نجح في الحصول على دور له في فيلم القرية أمام خواكين فينيكس، أدريان برودي والممثلة برايس دالاس هوارد. في عام 2005 لعب دور «سنياكي» في فيلم القصير مواكبة للأطفال. في عام 2007 شارك في فيلم الكوميدي ذا تين أمام العديد من الممثلين ومنهم بول رود، آدم برودي والممثلات جيسيكا ألبا وينونا رايدر، فامك جانسن. وفي نفس السنة لعب دور «باتريك مكاردلي» في فيلم All Along. شارك في مسلسل قناة NBC التلفزيوني المكتب أمام ستيف كارل. وتمثيله في حلقة واحدة من المسلسل التلفزيوني Windy Acres. وأيضاً مسلسل Franklin Charter. بعد كل ذلك حصل تشارلي ماكديرموت على أولى أدوار البطولة له عام 2006 حينما مثل في الفيلم الروائي الطويل الأختفاء أمام كريس كريستوفيرسن.
في عام 2008 أدى الدور الرئيسي في الفيلم الدرامي الأنهار المتجمدة أمام الممثلة العالمية ميليسا ليو، والذي حاز فيه بجائزة الروح المستقلة كان هذا الفيلم من إنتاج شركة «سوني بيكتشرز كلاسيك» في عام 2008. وفي نفس السنة لعب دور «كوري ميلر» في فيلم التلفزيوني Generation Gap. في نفس السنة لعب دور «فينس» في فيلم القصير Holy Sapien. كما شارك في فيلم الكوميدي Sex Drive أمام سيث غرين، جيمس مارسدن والممثلة كاترينا بودين.

### 2009 - الآن
في عام 2009 شارك أيضاً كضيف في مسلسل الممارسة الخاصة أمام كايت والش. كما شارك في العديد من المسلسلات التلفزيونية ومنها Captain Cook's Extraordinary Atlas، متوسط، ليتل هوليوود. وفي نفس السنة لعب دور «ديفيد بورتر» في فيلم التلفزيوني آمنة هاربور. في نفس السنة قام بالتمثيل بدور شخصية «أكسل ريدفورد هيك» في المسلسل الكوميدي ذا ميدل للكتاب ديان هيلاين وايلين هيسلير التي بنيت على شبكة التلفزيونية ABC، أمام باتريشيا هيتون، نيل فلين، إدين شير، أتيكوس شافير، كريس قطان. أدى تشارلي دور البطولة في فيلم روائي طويل عام 2010 يدعى توقيت آلة حوض الساخنة أمام شيفي تشيز، كريسبين غلوفير.

## السيرة الفنية
| السنة | التلفزيون       | بالإنجليزية      | الدور            |
| ----- | --------------- | ---------------- | ---------------- |
| 2004  | ويندي أكريس     | Windy Acres      | الشاب جيرالد     |
| 2005  | فرانكلين شارتير | Franklin Charter | ويس              |
| 2008  | المكتب          | The Office       | طالب             |
| 2009  | متوسط           | Medium           | براندون ويتمان   |
| 2009  | ليتل هوليوود    | Little Hollywood | ريتشي سيمان      |
| 2009  | الممارسة الخاصة | Private Practice | ديفي هونكيرهوف   |
| 2009  | ذا ميدل         | The Middle       | أكسل ريدفورد هيك |

| السنة | الفيلم                          | بالإنجليزية                        | الدور           |
| ----- | ------------------------------- | ---------------------------------- | --------------- |
| 2004  | القرية                          | The Village                        | الشاب           |
| 2005  | مواكبة للأطفال                  | Keeping Up with the Kids           | سنياكي          |
| 2006  | الأختفاء                        | Disappearances                     | وايد بيل بونهوم |
| 2007  | ذا تين                          | The Ten                            | جيك جونسون      |
| 2005  | آل ألونغ                        | All Along                          | باتريك مكاردلي  |
| 2008  | هولي سابين                      | Holy Sapien                        | فينس            |
| 2008  | جينيراشيون غاب                  | Generation Gap                     | كوري ميلر       |
| 2008  | الأنهار المتجمدة                | Frozen River                       | تروي أيدي       |
| 2008  | سيكس درايف                      | Sex Drive                          | أندي            |
| 2009  | كابتن كوك اكستراوردايناري أتلاس | Captain Cook's Extraordinary Atlas | بالي بوي        |
| 2009  | آمنة هاربور                     | Safe Harbor                        | ديفيد بورتر     |
| 2010  | توقيت آلة حوض الساخنة           | Hot Tub Time Machine               | تشاز            |
| 2019  | العد التنازلي                   | Countdown                          | سكوت            |

## الجوائز والترشيحات
| السنة | الجائزة                | النتيجة |
| ----- | ---------------------- | ------- |
| 2008  | "جوائز الروح المستقلة" | رُشِّح     |
| 2009  | "جائزة الفنان الصغير"  | رُشِّح     |